# Willkommen auf Eden
Willkommen auf Eden (Originaltitel: Bienvenidos a Edén) ist eine spanische Fernsehserie von Joaquín Górriz und Guillermo López Sanchez, die ab Mai 2022 für den Streaming-Dienst Netflix veröffentlicht wurde. Die Serie dreht sich um fünf junge Menschen, die zu einer exklusiven Party auf eine Insel eingeladen werden und schnell merken, dass das Abenteuer zum schrecklichen Albtraum wird.

## Handlung

### Staffel 1
Zoa und viele weitere Personen werden zu einer Party auf der geheimen Insel „Eden“ eingeladen, die von einer Getränkemarke organisiert wird. Zoa, die ihre beste Freundin Judit mitbringt, wird zusammen mit África, Charly, Ibón und Aldo auserwählt, das neue Getränk „Blue Eden“ zu probieren. Nach Einnahme des Getränkes verlieren die fünf die Kontrolle über sich und können sich am nächsten Tag an nichts mehr erinnern. Alle anderen Gäste sind von der Insel gebracht worden. Darunter anscheinend auch Judit, was sich Zoa jedoch nicht vorstellen kann. Die Zurückgebliebenen werden von Astrid und Erick in der Eden Foundation aufgenommen. Dabei handelt es sich um eine Gruppe von Menschen, die alle ihre Probleme haben und von der Insel geheilt werden. Zoa und Aldo bleiben skeptisch, während África und Ibón sich öffnen und ein Teil der Gruppe werden. Aldo ahnt, dass etwas mit der Insel sowie der Gruppe nicht stimmt und versucht zu flüchten. Dabei wird er von einem Mitglied der Foundation mit einem Schlachtschussapparat erschossen. Auch Judit wurde Opfer der Insel.
Gabi, die Schwester von Zoa, macht sich in Barcelona Sorgen um ihre Schwester und forscht nach. Dabei trifft sie auf David, der ebenfalls Teilnehmer der Party auf Eden war. Zusammen möchten sie dem Geheimnis um das Festival auf die Spur kommen. Zur selben Zeit stellt auch die Privatdetektivin Brisa, die von Ibóns Vater beauftragt wurde, Nachforschungen an. Dabei kreuzen sich die Wege von Gabi und Brisa. Letztere kann mit Hilfe des Einlassbändchens von David die Insel lokalisieren, während David von der Foundation gefunden und getötet wird. Gabi wiederum erkennt, dass man per Influencer-Profil auf die Partys eingeladen wird und legt sich deshalb solch ein Profil an.
Zoa bandelt mit Nico und freundet sich mit Bel an, die eine Rebellion gegen Astrid plant. Nachdem Zoa von Nico die Wahrheit über Judit erfahren hat, lässt sie ihn fallen und entwickelt Gefühle für Bel. Von ihr erfährt sie auch, dass Astrid den Frauen verbietet schwanger zu werden und alle paar Wochen neue Festivals gefeiert werden, um Nachschub an Auserwählten zu bekommen. Wenn diese die Anforderungen von Astrid nicht erfüllen, werden diese der Insel geopfert. Zusammen mit Bel und Charly plant Zoa die Flucht von der Insel und möchten den Plan beim nächsten Festival umsetzen. Währenddessen wird Astrid von einer anonymen Person bedroht und Erick von dieser angegriffen. Sie bringt ihn zu Isaac, der ihm helfen soll. África entdeckt durch Zufall einen geheimen Raum, in dem sie versehentlich ein Satellitensignal in die Welt sendet. Während des Fluchtversuchs von Zoa und Charly werden diese von Ulises, einem Vertrauten von Astrid, angegriffen. Ibón, der mittlerweile ebenfalls skeptisch der Foundation gegenüber geworden ist, kann ihn töten und somit Zoa die Flucht ermöglichen. Als Zoa auf das Rettungsboot zuschwimmt, sieht sie wie ihre Schwester Gabi in ein Beiboot steigt und Richtung Insel fährt, auf der das nächste Festival gefeiert wird.

### Staffel 2
Nach Ulises Tod riegelt Astrid die Insel von der Außenwelt ab und will keine weiteren Festivals feiern. Um ihre Sicherheit zu gewährleisten, holt sie eine von Joel angeführte Söldnertruppe auf die Insel, die den Mörder ausfindig machen soll. Sie hat auch ihr Vertrauen in ihre Sicherheitschefin Brenda verloren und erschießt sie. Der Söldnertrupp findet den Mörder von Ulises in Eloy, obwohl Ibón der wahre Täter ist und mit Schuldgefühlen zu kämpfen hat. Eloy kann flüchten, da Alma es nicht über das Herz bringt ihn zu töten. Diese wird daraufhin von ihrem Rang runtergestuft und Eloy trifft auf Isaac. Dieser entpuppt sich als Sohn von Astrid und Erick, der in einem Vulkankrater wohnt. África wurde von Astrid in einen Bunker gesperrt, da sie den Satelliten aktiviert hat. Von Erick erfährt sie, dass er und Astrid an ein „neues Eden“ glauben, welches im Universum zu finden sein soll. Daran hat bereits Astrids verstorbener Vater geglaubt.
Zoa ist auf die Insel zurückgekehrt, nachdem sie sehen musste, wie Gabi auf die Insel gebracht wurde. Sie trifft sich mit ihrer Schwester, die sich auf Eden als Molly zu erkennen gibt. Gabi weckt das Interesse von Astrid und wird von ihr beobachtet. Sie sieht Gabi als eine ihrer neuen Kinder an, was dieser gefällt. Dies führt zu Spannungen zwischen den Schwestern. Charly wird von der Söldnertruppe ebenfalls zurück zur Insel gebracht und zu África in den Bunker gesperrt. Nico muss mit ansehen, dass Zoa und Bel sich näher kommen. Dies macht ihm zu schaffen und er erpresst Zoa mit seinem Wissen über deren Flucht. Er bemerkt auch, dass Saúl ein Attentat auf Astrid vorhat und hinter den Anschlägen auf diese und Erick steckt. Als es zu einer Auseinandersetzung zwischen den beiden kommt, bringt Saúl ihn um. Bel sieht darin die Chance ihre Revolution voranzutreiben und hofft, dass Saúl sein Attentat durchzieht. Bei einer Ratsabstimmung soll über den Verbleib von África und Charly entschieden werden. Weder Erick noch Mayka möchten die beiden hinrichten lassen, da sie Gefühle für die Gefangenen entwickelt haben. Mit technischer Hilfe kann Mayka die beiden aus ihrem Verlies befreien. Während dieser Sitzung versucht Saúl Astrid zu töten, wird jedoch von der flüchtigen África außer Gefecht gesetzt und von Joel getötet.
Isaac taucht mit Eloy in der Foundation auf, sehr zum Missfallen seiner Eltern. Diese gliedern ihn in die Familie ein. Auf Wunsch von Isaac wird auch Eloy freigesprochen und darf weiterhin bei der Gruppe bleiben. Auch Charly wird durch den Einsatz von Mayka zurückgeholt. Er muss sich im Auftrag von Astrid an Som heranmachen, die zusammen mit Gabi auf die Insel kam. Som ist die Tochter von dem Mann, der Astrids Vater getötet hat, an dem sie sich rächen will. Charly jedoch ist in Mayka verliebt und bricht seine Beziehung zu Som ab. Zoa und Bel erfahren, dass Isaac in Wahrheit der Sohn von Nuria ist, die mit ihm im Vulkankrater lebt. Zusammen mit den anderen Rebellen entwickeln sie den Plan Astrid zu töten. Dafür verbünden sie sich mit Nuria. Auch Ibón hat sich der Rebellengruppe angeschlossen und beginnt eine Dreiecksbeziehung mit Eloy und Orson. Alma, mit der Ibón Schluss gemacht hat, ist eifersüchtig und enttäuscht. Damit sie in Astrids Gunst wieder aufsteigt, tötet sie Ibón.
Astrid wird durch die Rebellen weiter in die Enge getrieben. Sie sieht sich dazu gezwungen, zu behaupten, dass sie aus dem Universum ein Zeichen bekam und die Foundation nun bereit für die Reise zum „neuen Eden“, ein neuer, nachhaltigerer Planet mit verbesserter Lebensqualität, wäre. Die Festivals haben dazu gedient, die perfekte Besetzung für diese neue Welt zu finden. Erick erkennt durch África, die mittlerweile als Assistentin von Astrid arbeitet, dass seine Frau die ganze Zeit gelogen hat. Er wendet sich von ihr ab und beginnt eine Affäre mit África, die später erkennt, dass sie von ihm schwanger ist. Erick kehrt jedoch zu Astrid zurück.
Brisa wurde von Ibóns Vater von dem Auftrag abberufen. Sie forscht jedoch auf eigene Faust weiter und erfährt von einem Attentäter, dass die verschwundenen Kinder auf einer Insel names „Eden“ gebracht wurden. Währenddessen kommt Astrid dahinter, dass Zoa und Gabi Schwestern sind. Da Gabi mittlerweile Gefallen an „Eden“ gefunden hat, offenbart sie vor Astrid die Pläne von Bel und Zoa. Die beiden werden in Gefangenschaft genommen, während Nuria von Joel erschossen wird. Zoa ist von ihrer Schwester enttäuscht. Som und Danae, eine Söldnerin aus Joels Gruppe, entpuppen sich als Spione von Soms Vater. Danae hat sich zum Kontrollraum des Satelliten Zugang verschafft und lädt die Satellitendaten herunter, als Isaac auftaucht. Zur selben Zeit, als die Hinrichtung von Bel und Zoa stattfinden soll, landet ein Hubschrauber mit Brisa auf der Insel.

## Hintergrund
Im März 2021 wurde die Serie von Netflix angekündigt. Sie wurde von Joaquín Górriz und Guillermo López Sanchez erdacht. Der Ensemblecast wurde mit spanischen
Nachwuchsschauspielern besetzt, darunter Amaia Aberasturi, Amaia Salamanca, Belinda und Albert Baró. Die Dreharbeiten fanden zwischen Februar und Mai 2021 in Barcelona, Alicante, auf Lanzarote sowie in San Sebastián statt.
Noch vor Ausstrahlung der ersten Staffel wurde im Februar 2022 eine zweite Staffel bestellt. Diese wurde zwischen Mai und Sommer 2022 wieder auf Lanzarote und in Barcelona sowie in der Gemeinde Teruel gedreht.
Im Juli 2023 wurde die Einstellung der Serie bekannt. Somit endet die Serie mit einem Cliffhanger.

## Besetzung und Synchronisation
Die deutsche Synchronisation entstand unter dem Dialogbuch sowie der Dialogregie von Kim Hasper bei der Eclair Studios Germany GmbH in Berlin.
| Rolle                         | Schauspieler              | Hauptrolle (Folgen) | Nebenrolle (Folgen)  | Synchronsprecher     |
| ----------------------------- | ------------------------- | ------------------- | -------------------- | -------------------- |
| Zoa Rey Gómez-Fajardo         | Amaia Aberasturi          | 1.01–2.08           |                      | Clara Drews          |
| Astrid                        | Amaia Salamanca           | 1.01–2.08           |                      | Marieke Oeffinger    |
| África                        | Belinda                   | 1.01–2.08           |                      | Marie Hinze          |
| Juan Carlos „Charly“ Escudero | Tomy Aguilera             | 1.01–2.08           |                      | Nicolas Rathod       |
| Ibón Arregui                  | Diego Garisa              | 1.01–2.06           |                      | Amadeus Strobl       |
| Gabi Rey Gómez-Fajardo        | Berta Castañé             | 1.01–2.08           |                      | Franziska Trunte     |
| Aldo Roig Muro                | Albert Baró               | 1.01–1.03           | 2.08                 | Jonas Lauenstein     |
| Mayka                         | Lola Rodríguez            | 1.01–2.08           |                      | Svantje Wascher      |
| Erick                         | Guillermo Pfening         | 1.01–2.08           |                      | Matthias Deutelmoser |
| Roberta Gómez-Fajardo         | Blanca Romero             | 1.01–1.07           | 2.03                 | Marion Musiol        |
| Bel                           | Begoña Vargas             | 1.01–2.08           |                      | Jessica Rust         |
| Nico                          | Sergio Momo               | 1.01–2.03           |                      | Nils Nelleßen        |
| Judit                         | Ana Mena                  | 1.01, 1.04–1.05     |                      |                      |
| Claudia                       | Berta Vázquez             | 1.01–1.06           |                      | Magdalena Höfner     |
| Alma                          | Irene Dev                 | 1.01–2.08           |                      | Moira May            |
| Ulises                        | Álex Pastrana             | 1.01–2.02           |                      | Nick Forsberg        |
| Orson                         | Joan Pedrola              | 1.01–2.08           |                      | Tim Schwarzmaier     |
| Brenda                        | Claudia Trujillo          | 1.01–2.01           |                      | Esra Vural           |
| Eloy                          | Carlos Soroa              | 1.01–2.08           |                      |                      |
| Saúl                          | Jonathan Maravilla Alonso | 1.01–2.04           |                      |                      |
| Eva                           | Dariam Coco               | 1.01–2.08           |                      | Franziska Endres     |
| Brisa                         | Ana Wagener               | 1.04–2.08           |                      |                      |
| Som                           | Nona Sobo                 | 2.01–2.08           |                      |                      |
| Danae                         | Lucía Guerrero            | 2.01–2.08           | 1.07–1.08            |                      |
| Isaac                         | Max Sampietro             | 2.01–2.08           | 1.02–1.08            |                      |
| Nuria                         | Anna Alarcón              | 2.01–2.08           | 1.07–1.08            |                      |
| Joel                          | Carlos Torres             | 2.01–2.08           |                      |                      |
| David                         | Jason Fernández           |                     | 1.01, 1.05–1.08      | Roman Wolko          |
| Lucas                         | César Mateo               |                     | 1.01, 1.07–1.08      |                      |
| León                          | Adrian Grösser            |                     | 1.07–1.08, 2.03–2.06 |                      |

## Episodenliste

### Staffel 1
| Nr. (ges.)                                                              | Nr. (St.) | Deutscher Titel         | Originaltitel       | Regie           | Drehbuch                                 |
| ----------------------------------------------------------------------- | --------- | ----------------------- | ------------------- | --------------- | ---------------------------------------- |
| 1                                                                       | 1         | Die Reise deines Lebens | El viaje de tu vida | Daniel Benmayor | Joaquín Górriz & Guillermo López Sánchez |
| 2                                                                       | 2         | Evaluation              | Evaluación          | Menna Fité      | Joaquín Górriz & Guillermo López Sánchez |
| 3                                                                       | 3         | Abschiedsparty          | Fiesta de despedida | Menna Fité      | Joaquín Górriz & Guillermo López Sánchez |
| 4                                                                       | 4         | Die andere Seite        | La otra orilla      | Daniel Benmayor | Joaquín Górriz & Guillermo López Sánchez |
| 5                                                                       | 5         | Der Sturm               | Tormenta            | Daniel Benmayor | Joaquín Górriz & Guillermo López Sánchez |
| 6                                                                       | 6         | Rebellion               | Rebelión            | Menna Fité      | Joaquín Górriz & Guillermo López Sánchez |
| 7                                                                       | 7         | Lilith                  | Lilith              | Menna Fité      | Joaquín Górriz & Guillermo López Sánchez |
| 8                                                                       | 8         | Die Rückreise           | El viaje de vuelta  | Daniel Benmayor | Joaquín Górriz & Guillermo López Sánchez |
| Am 6. Mai 2022 wurden alle Folgen der Serie bei Netflix veröffentlicht. |           |                         |                     |                 |                                          |

### Staffel 2
| Nr. (ges.)                                                                 | Nr. (St.) | Deutscher Titel     | Originaltitel          | Regie                        | Drehbuch                                                   |
| -------------------------------------------------------------------------- | --------- | ------------------- | ---------------------- | ---------------------------- | ---------------------------------------------------------- |
| 9                                                                          | 1         | Hölle               | Infierno               | Denis Rovira                 | Joaquín Górriz & Guillermo López Sánchez                   |
| 10                                                                         | 2         | Blau                | Azul                   | Denis Rovira                 | Joaquín Górriz & Guillermo López Sánchez                   |
| 11                                                                         | 3         | Das Komitee         | Comité                 | Juanma Pachón                | Irene Olaciregui, Joaquín Górriz & Guillermo López Sánchez |
| 12                                                                         | 4         | Eine zweite Chance  | Segundas oportunidades | Juanma Pachón                | Mónica Ovejero, Joaquín Górriz & Guillermo López Sánchez   |
| 13                                                                         | 5         | Das neue Eden       | El Nuevo Edén          | Denis Rovira                 | Joaquín Górriz & Guillermo López Sánchez                   |
| 14                                                                         | 6         | Jenseits der Sterne | Sobre las estrellas    | Denis Rovira                 | Mónica Ovejero, Joaquín Górriz & Guillermo López Sánchez   |
| 15                                                                         | 7         | Die Schlange        | Serpiente              | Juanma Pachón & Denis Rovira | Joaquín Górriz & Guillermo López Sánchez                   |
| 16                                                                         | 8         | Erstkontakt         | Primer contacto        | Juanma Pachón                | Joaquín Górriz & Guillermo López Sánchez                   |
| Am 21. April 2023 wurden alle Folgen der Serie bei Netflix veröffentlicht. |           |                     |                        |                              |                                                            |